# بوم‌گیو
چوی بوم گیو (کره‌ای: 최범규؛ زادهٔ ۱۳ مارس ۲۰۰۱) که به‌طور حرفه‌ای با نام بوم‌گیو (انگلیسی: Beomgyu) شناخته می‌شود، خواننده اهل کره جنوبی است. در سال ۲۰۱۹، او به عنوان عضوی از گروه پسرانهٔ کره‌ای تی‌اکس‌تی زیر نظر بیگ هیت میوزیک فعالیت خود را آغاز کرد.

## اوایل زندگی
چوی بوم گیو زادهٔ ۱۳ مارس ۲۰۰۱ در دگو، کره جنوبی است. خانواده او متشکل از پدر و مادر و برادر بزرگتر است. او از دوران کودکی به موسیقی علاقمند بود. در دوران دانش آموزی، او یک بند راک تشکیل داد و نوازنده گیتار الکتریک آن بود. در سال ۲۰۱۵، چوی بوم گیو توسط نماینده‌ای از کمپانی بیگ هیت میوزیک در زادگاهش کشف شد و از او پرسید که آیا برای ادیشن به سئول می‌آید یا نه، اما او به دلیل قرارگیری در دوران امتحاناتش این پیشنهاد را رد کرد. با این حال آن نماینده روز بعد دوباره اصرار کرد. او برای ادیشن آهنگ «Don't Leave» از یانگ دا ایل را اجرا کرد و به عنوان کارآموز پذیرفته شد.

## حرفه

### ۲۰۱۹–اکنون: آغاز فعالیت با تی‌اکس‌تی
در ۲۰ ژانویه ۲۰۱۹، بوم‌گیو به عنوان آخرین عضو گروه تی‌اکس‌تی از طریق یک ویدئوی معرفی که در کانال یوتیوب رسمی بیگ هیت میوزیک منتشر شد، معرفی شد. او به صورت رسمی در ۴ مارس ۲۰۱۹ به عنوان عضو تی‌اکس‌تی پس از انتشار آلبوم چندآهنگه بخش رؤیا: ستاره فعالیتش را آغاز کرد.
در ۲۸ آوریل ۲۰۲۰، این گروه آلبوم The Dream Chapter: Eternity را منتشر کرد، که بوم‌گیو در تهیه‌کنندگی و آهنگسازی ترانه «ماز در آینه» نقش داشته‌است. او همچنین یکی از تهیه‌کنندگان ترانه «Thursday's Child has Far to Go» بوده‌است.